# Mont Nōtori
Le mont Nōtori (農鳥岳, Nōtori-dake) est l'une des principales montagnes des monts Akaishi avec le mont Kita et le mont Aino. Culminant à 3 026 m d'altitude, le mont Nōtori se trouve au sud des autres montagnes, sur le territoire de la ville de Hayakawa dans la préfecture de Yamanashi et l'arrondissement Aoi-ku de la ville de Shizuoka dans la préfecture du même nom au Japon.

## Géographie
Le sommet de la montagne est divisé en deux pics. Le pic méridional, connu sous le nom mont Nōtori, culmine à 3 026 m d'altitude tandis que le pic septentrional, appelé mont Nishinōtori (西農鳥岳, Nishinōtori-dake), fait 3 051 m. Le mont Nōtori se trouve au sein du parc national des Alpes du Sud.
Les sommets principaux des monts Akaishi sont le mont Kita, le mont Aino et le mont Nōtori. Ensemble, les trois montagnes sont appelées Shiranesanzan (白根三山) qui signifie « Trois sommets blancs ».

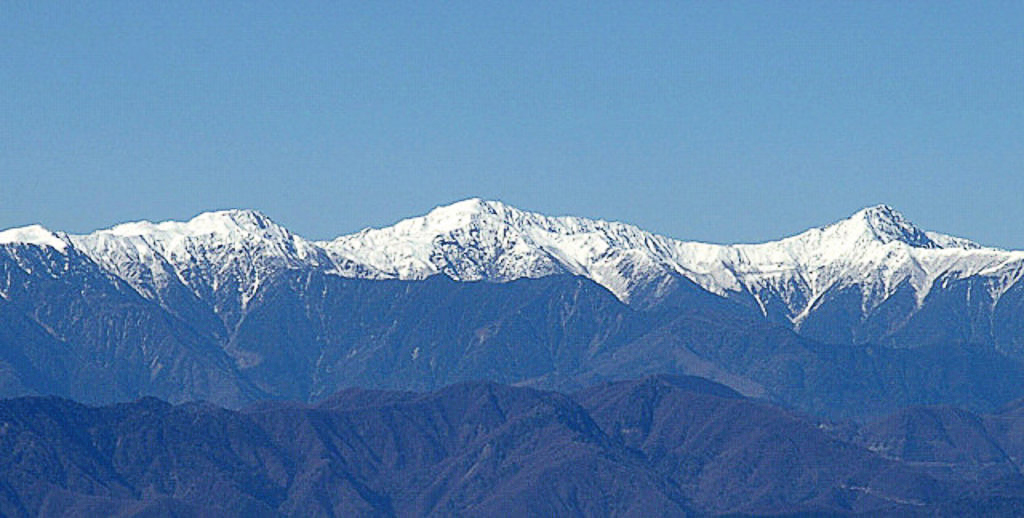
Vue des Shiranesanzan (de gauche à droite : le mont Nōtori, le mont Aino, le mont Kita) depuis le mont Kenashi dans la préfecture de Shizuoka.